# Villanovakulturen

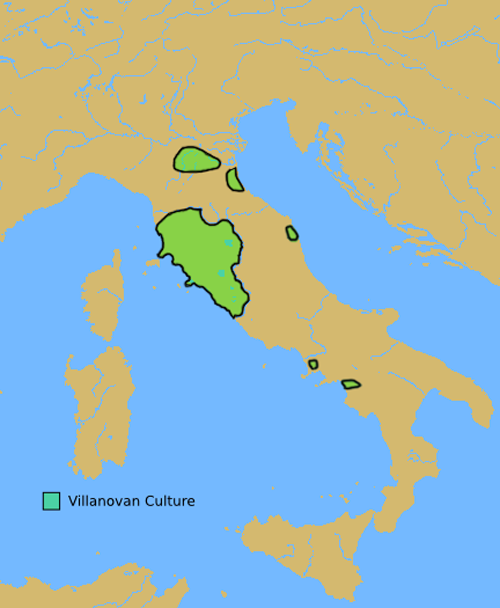
Villanovakulturen 900 f.Kr.

Villanovakulturen är en rik kultur under den tidiga järnåldern i norra Italien, mellan floderna Po och Tibern. 
Villanovakulturen fick tidigt grekiska och orientaliska impulser och föregick den högtstående etruskiska kulturen. Kulturen använde tidigt järn till sina redskap. Villanovakulturen lade grunden till de städer där senare den etruskiska civilisationen blomstrade. 

## Bildgalleri

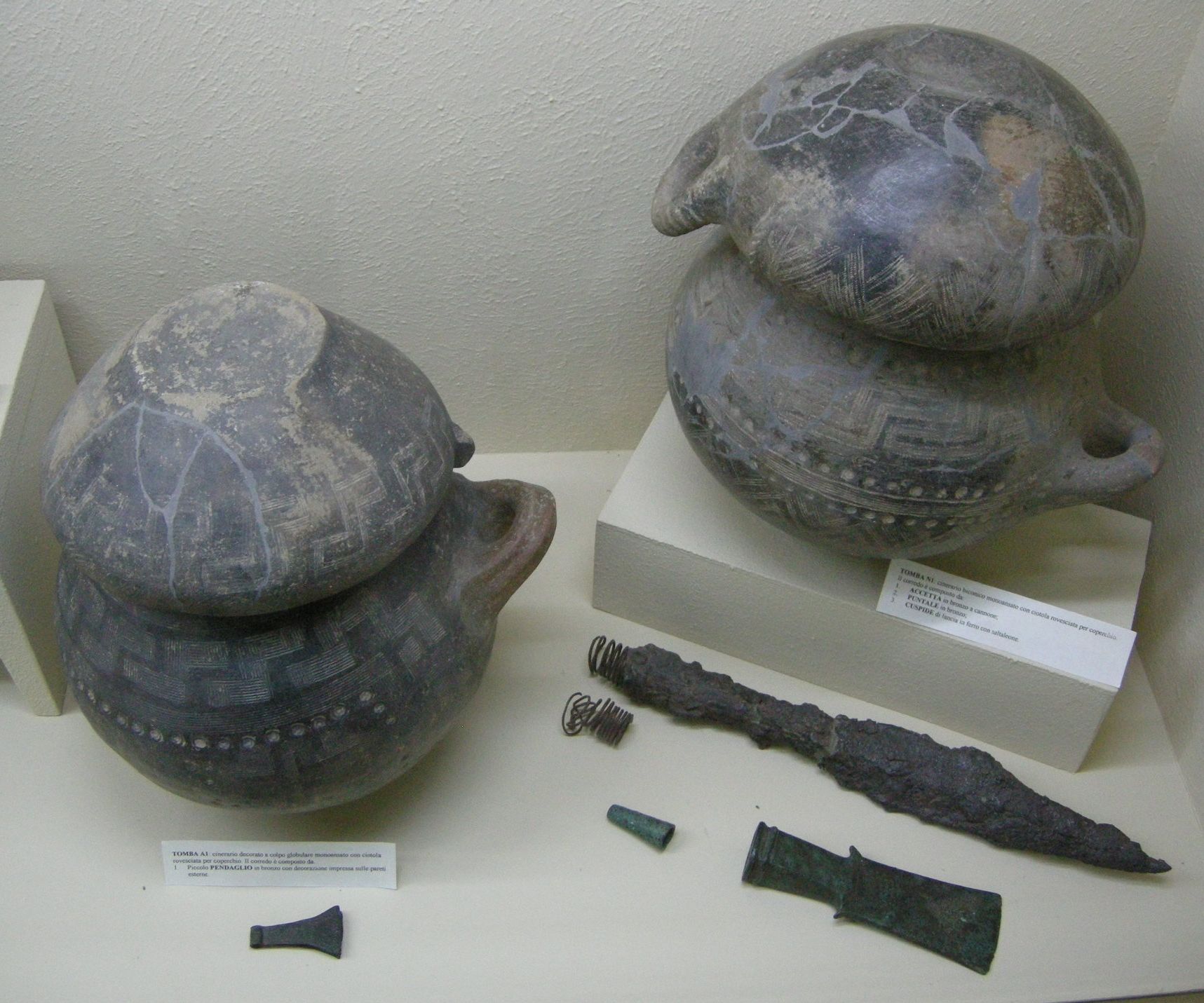
Urnor eller dito från villanovakulturen.
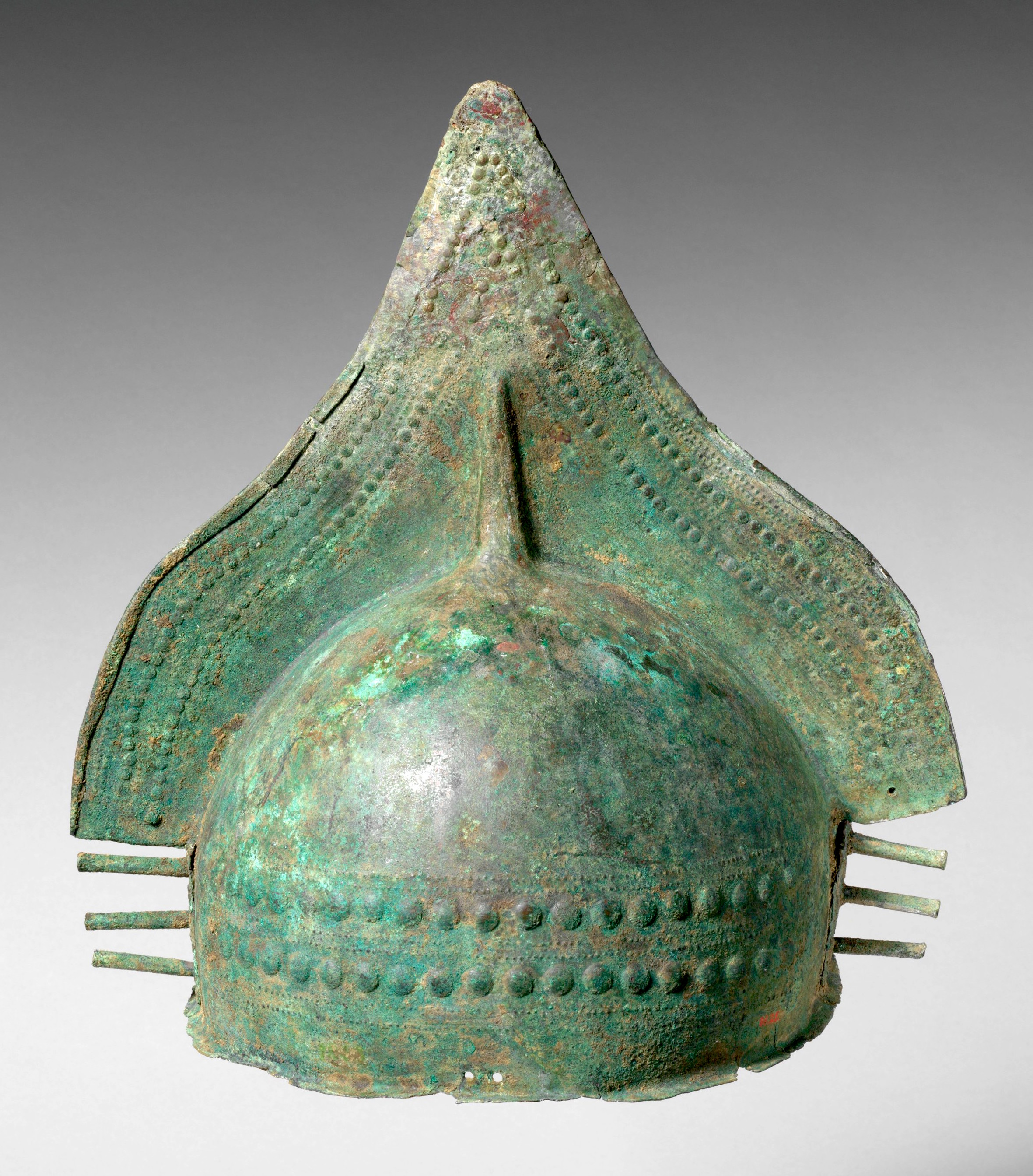
Bronshjälm från villanovakulturen.